# Балсово дърво
Балсовото дърво, (Ochroma pyramidale) е широколистно тропическо дърво с височина до 30 метра. Разпространено е в Южна Америка и субтропичните части на Северна Америка, но се среща и на други места с топъл климат, например Папуа Нова Гвинея, Индонезия, Тайланд и др. Пионерен вид, бързо заема открити площи като сечища или запустели ниви.
Дървото е бързорастящо, с прираст до 27 метра височина за 10-15 години и максимална възраст до 40 години. Листата са големи, с дължина до 40 cm. Цъфти след третата година, обикновено след края на дъждовния сезон. Цветовете са бели, с голямо количество нектар. Отварят се за опрашване в късния следобед и през нощта. Основните опрашители са малки бозайници – маймуната капуцин и др.

## Култивиране
Балсовото дърво се култивира за индустриални цели с гъстота на насаждението до 1000 дървета на хектар при гъстота 2-3 дървета на хектар в естествени условия. Основен световен производител на балса е Еквадор (95%) с до 60% от добива идещ от изкуствени насаждения.

## Употреба
Балсовото дърво е източник на лека и здрава  дървесина – балса, най-леката сред всички дървесни видове с плътност 40 до 475 kg/m3, типично около 160 kg/m3. Лекотата на дървесината и гъбестата ѝ структура се дължи на големия размер и тънки стени на клетките от дървесинния паренхим, пълни с дървесен сок. За индустриални цели дървесината се изсушава до пълна загуба на течности.
Използва се като градивен материал за елементи, където е нужно ниско тегло и относително голяма здравина, например при изработка на части за самолети, плавателни съдове, като пълнител в композитни материали и други.
Суровият ствол на балсовото дърво притежава лека положителна плаваемост заради дървесния сок, който е по-лек от водата. Това свойство е използвано от норвежкият изследовател Тур Хейердал при направата на известния балсов сал Кон-Тики за да предотврати напояването на балсовите трупи с морска вода и последващата загуба на плаваемост.